# Belsko
Belsko – wieś w Słowenii, w gminie Postojna. W 2018 roku liczyła 208 mieszkańców.